# Monnet-la-Ville
Monnet-la-Ville là một xã trong vùng hành chính Franche-Comté, thuộc tỉnh Jura, quận Lons-le-Saunier, tổng Champagnole. Tọa độ địa lý của xã là 46° 43' vĩ độ bắc, 05° 47' kinh độ đông. Monnet-la-Ville nằm trên độ cao trung bình là 500 mét trên mực nước biển, có điểm thấp nhất là 478 mét và điểm cao nhất là 680 mét. Xã có diện tích 6.19 km², dân số vào thời điểm 1999 là 330 người; mật độ dân số là 53 người/km².

## Thông tin nhân khẩu
| 1962 | 1968 | 1975 | 1982 | 1990 | 1999 |
| ---- | ---- | ---- | ---- | ---- | ---- |
| 110  | 123  | 235  | 303  | 305  | 330  |

## Địa điểm tham quan
Nhà thờ giáo khu của Monnet-la-Ville được xây trong thế kỉ thứ 15 và cải tạo trong thế kỉ thứ 17.